# Pavlovsk (San Pietroburgo)
Pavlovsk è una città della Russia di circa 15 000 abitanti, situata presso un'area di 600 ettari di boschi e laghi, a 26 km a sud di San Pietroburgo, dalla quale dipende amministrativamente.
La storia di questa cittadina inizia con la costruzione dell'omonima reggia dello zar di Russia. Questa venne realizzata tra il 1782 ed il 1786 sotto Caterina II secondo i piani dell'architetto Charles Cameron, per esser donata al figlio di lei, il futuro Paolo I di Russia.
Il palazzo, la cui pianta ha la forma di un emiciclo, si distingue per il prestigioso giardino ed il colonnato in ordine dorico, costruito secondo i dettami architettonici dell'epoca.
Fu sede anche della Scuola militare di Pavlovsk.
Tra il 1918 e il 1944 la città fu chiamata Sluck, in onore della rivoluzionaria Vera Sluckaja.

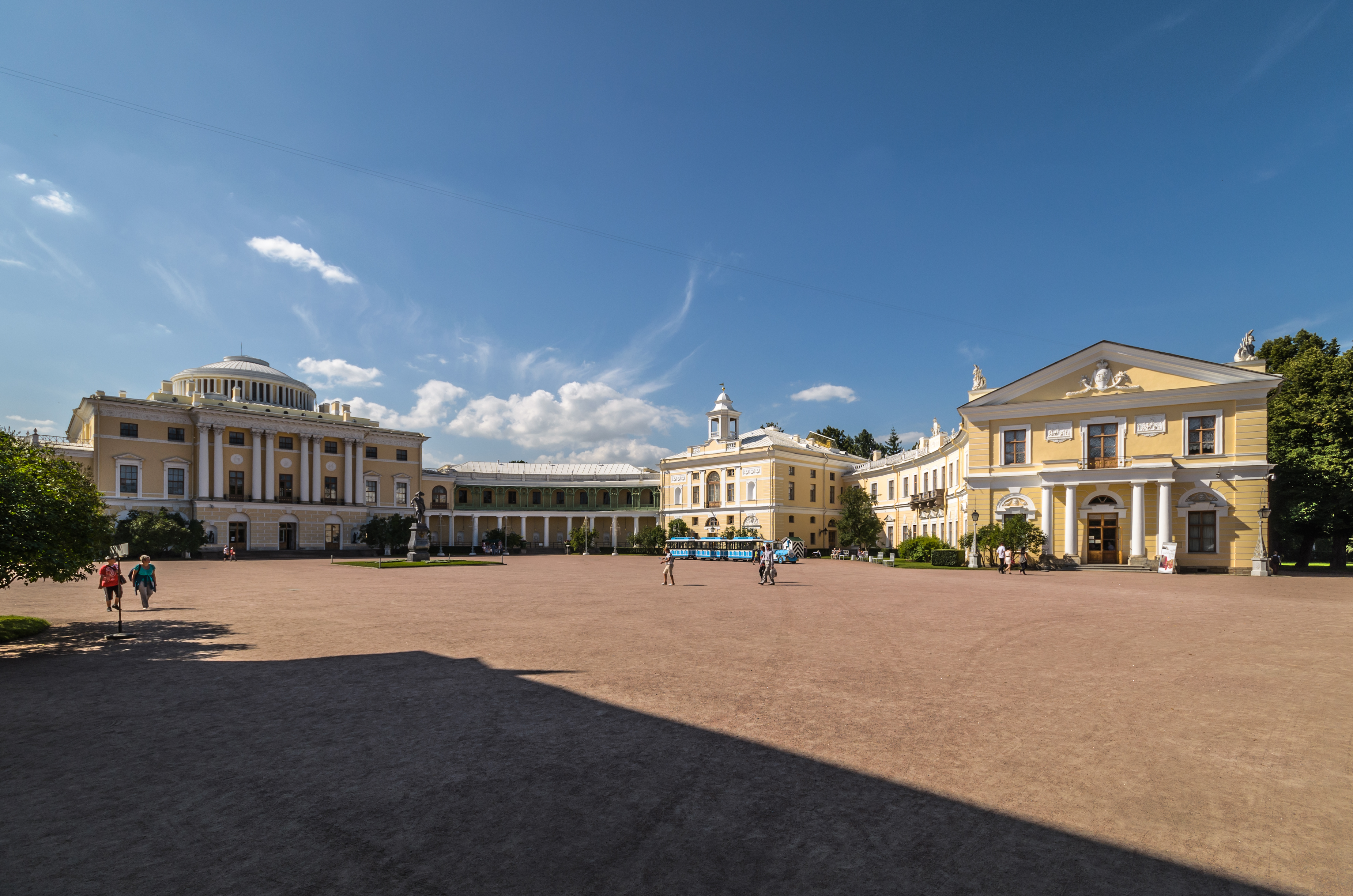
La reggia di Pavlovsk
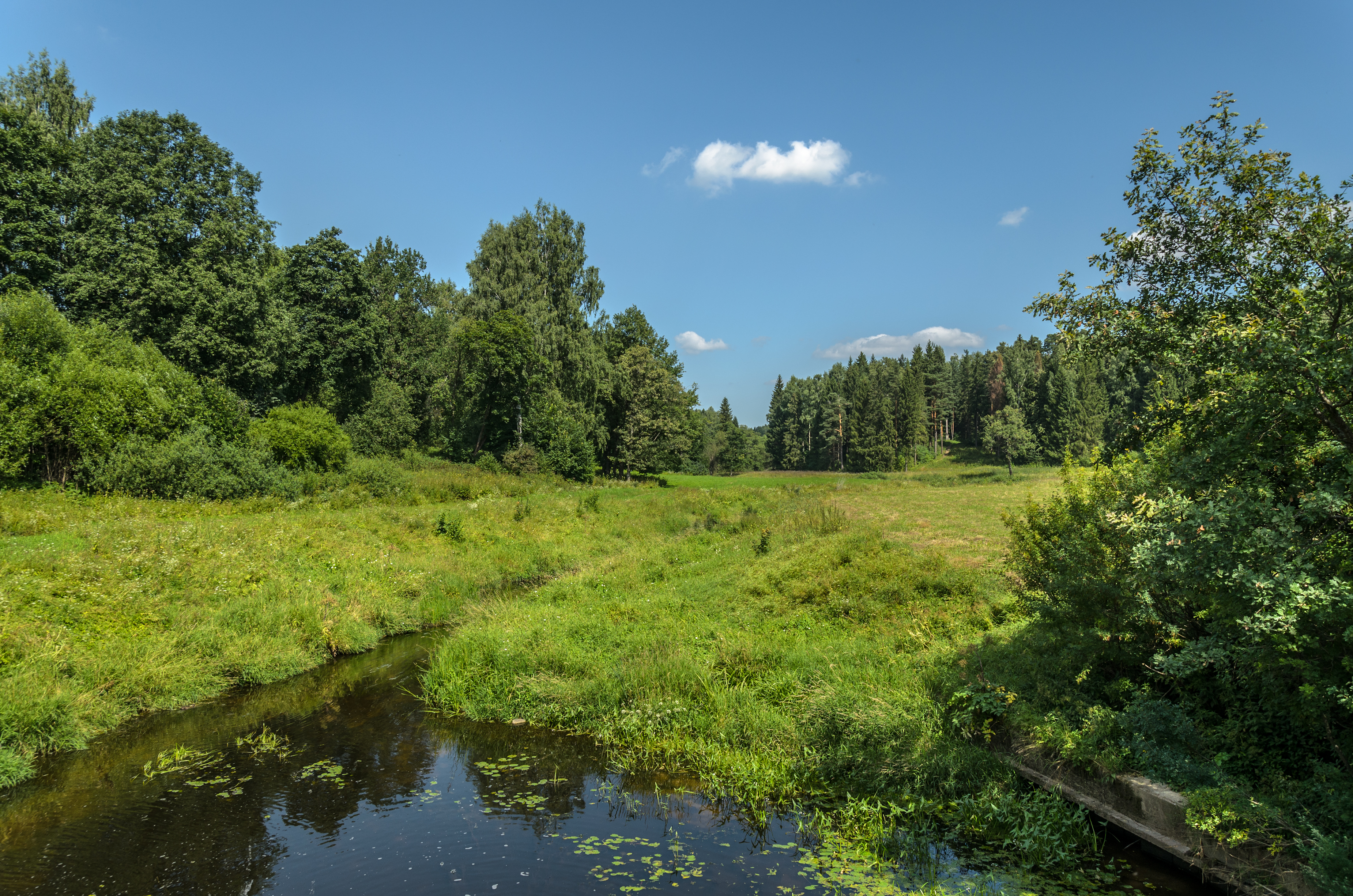
Il parco
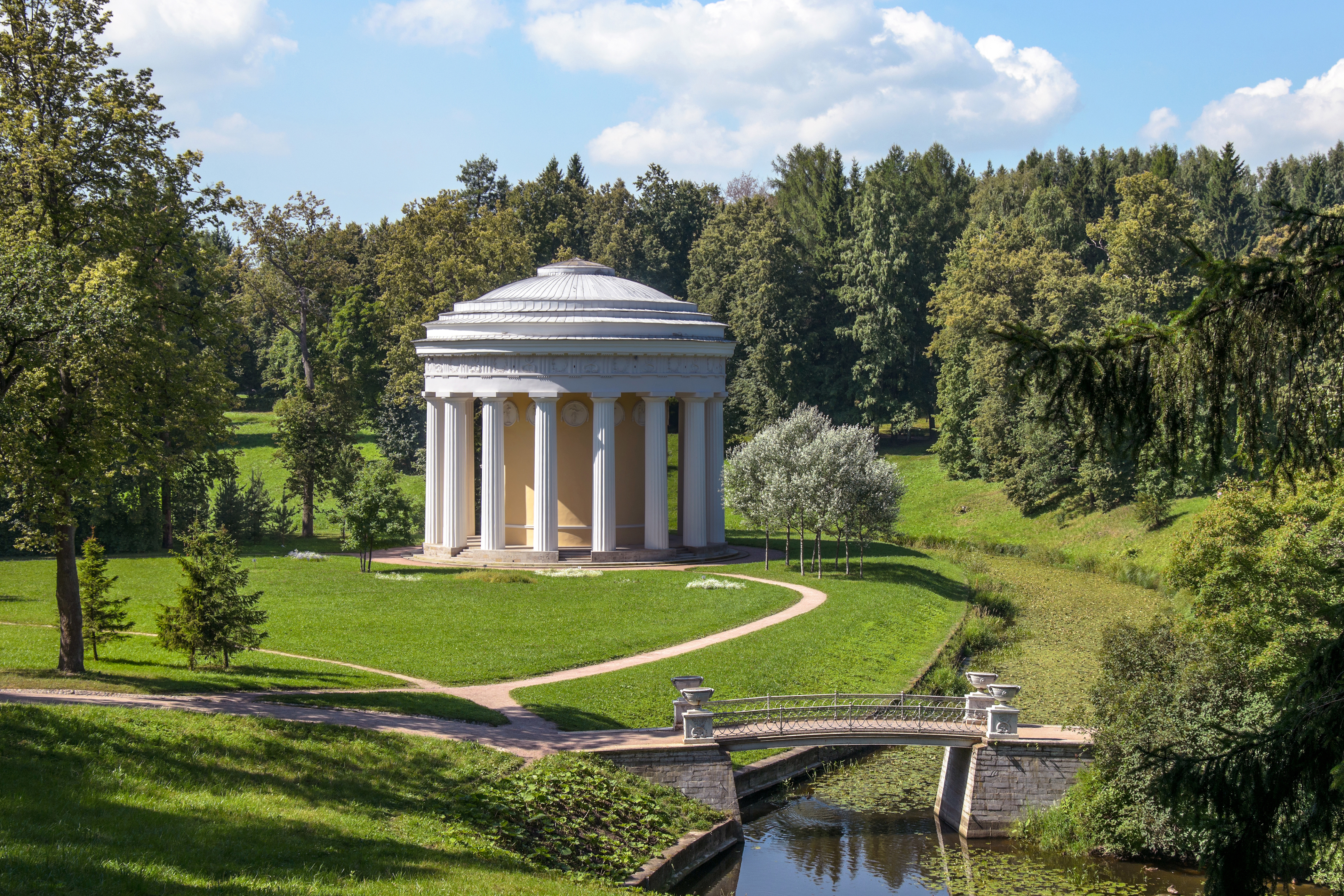
Il tempio dell'amicizia lungo il fiume Slavjanka
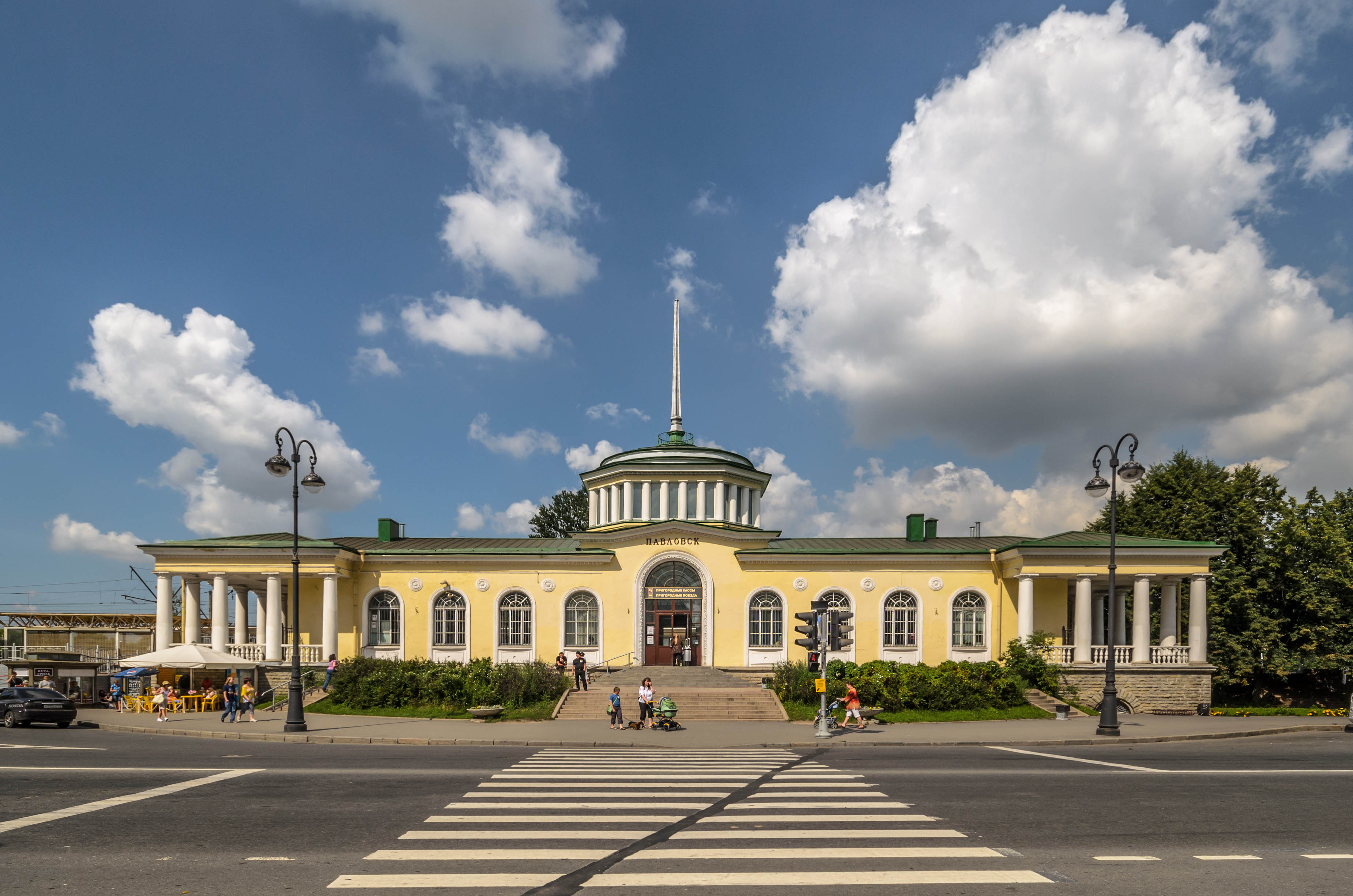
Pavlovsk